# Entremont-le-Vieux
Entremont-le-Vieux – miejscowość i gmina we Francji, w regionie Owernia-Rodan-Alpy, w departamencie Sabaudia.
Według danych na rok 1990 gminę zamieszkiwały 444 osoby, a gęstość zaludnienia wynosiła 13 osób/km² (wśród 2880 gmin regionu Rodan-Alpy Entremont-le-Vieux plasuje się na 1195. miejscu pod względem liczby ludności, natomiast pod względem powierzchni na miejscu 157.).

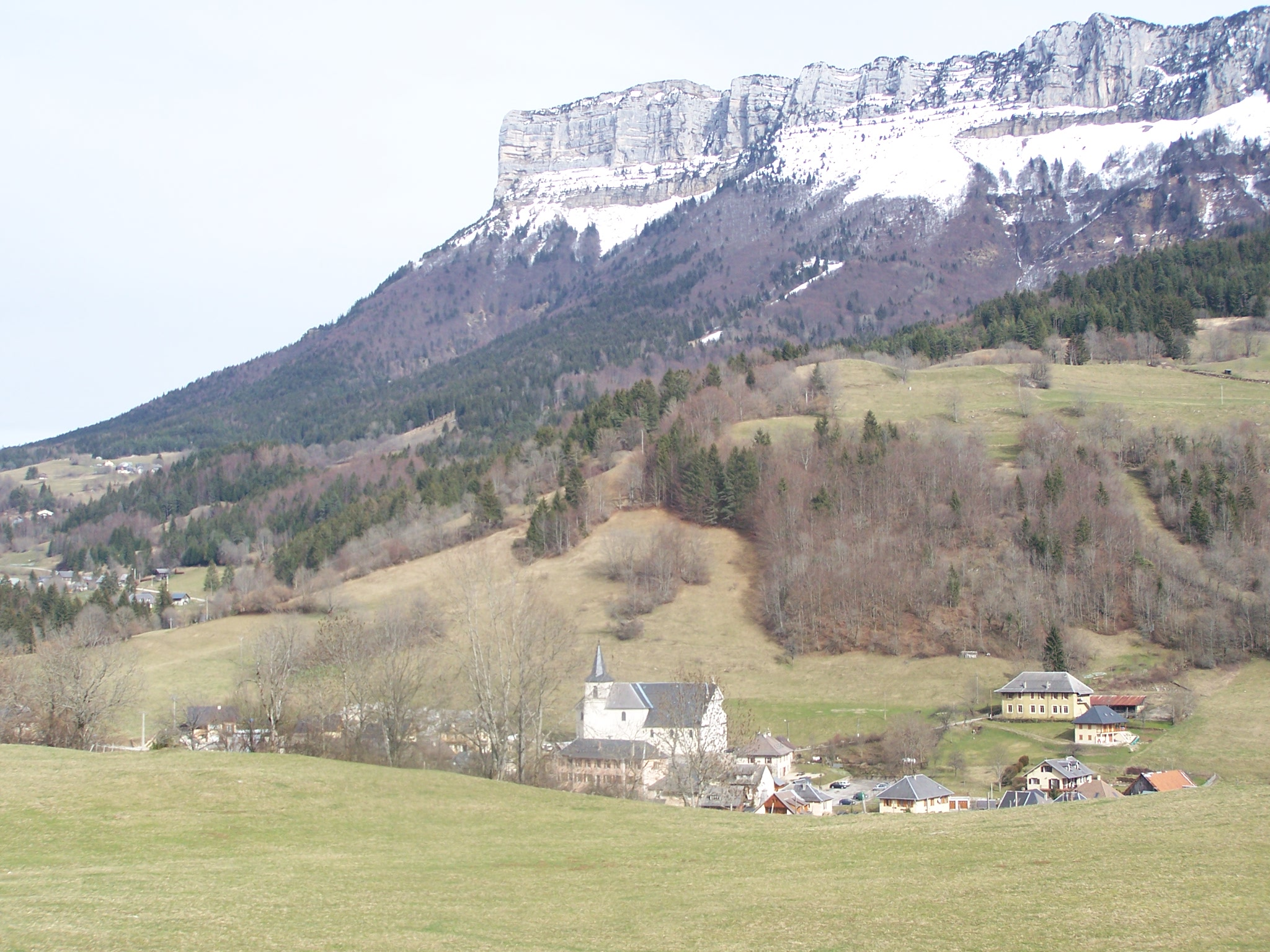
Entremont-le-Vieux, 2007